# Priacodon
Priacodon is een geslacht van uitgestorven eutriconodonte zoogdieren uit het Laat-Trias van de Alcobaçaformatie van Portugal en de Morrison-formatie van het middenwesten van de Verenigde Staten. Het is aanwezig in de stratigrafische zones 4-6 van de laatste. Het geslacht bevat de vier soorten Priacodon ferox, Priacodon fruitaensis, Priacodon lulli en Priacodon robustus.

## Naamgeving
In 1879 benoemde Othniel Charles Marsh een Tinodon robustus, de 'zwaargebouwde'. Het holotype is YPM 10343, een linkeronderkaak. In 1880 benoemde hij een Tinodon ferox, 'de woeste'. Het holotype is YPM 13626, een schedel met onderkaken.
In 1887 benoemde Marsh voor beide soorten een apart geslacht Priacodon. De naam is afgeleid van het Grieks, prion, 'zaag', akè, 'punt', en odoon, 'tand'.
In 1925 benoemde George Gaylord Simpson Priacodon grandaevus. De soortaanduiding betekent 'voorvader'. Het holotype is USNM 2698, een bovenkaaksbeen met jukbeen. Tegelijkertijd benoemde hij een Priacodon lulli. De soortaanduiding eert Richard Swann Lull. Het holotype is YPM 10359, een rechterbovenkaaksbeen.
De vier eerste soorten waren alle gevonden in Reeds Quarry No 9, in Wyoming.
In 1981 benoemden Rasmussen en Callision Priacodon fruitaensis. De soortaanduiding verwijst naar de herkomst uit de Fruita Paleontological Area in Colorado. Het holotype YPM 10359, een skelet met schedel.

## Kaak en tanden
Een onderzoek naar de kaak en tanden van Priacodon suggereert dat eutriconodonten, hoewel gespecialiseerd als carnivoor, een meer passieve kaakrol hadden dan moderne therische carnivoren. Het toont ook aan dat bij eutriconodonten de tanden in elkaar grepen, in plaats van één-op-één op elkaar aan te sluiten zoals eerder werd aangenomen voor de familie Triconodontidae.